# China Golden Dragon
China Golden Dragon byl hokejový klub, který v rámci přípravy širšího kádru čínské hokejové reprezentace na Zimní olympijské hry v roce 2022 nastupoval v sezóně 2019/20 ve 2. české hokejové lize ve skupině Střed. Projekt vznikl při návštěvě Českého svazu ledního hokeje v Číně jako vyústění několikaleté spolupráce mezi českým a čínským hokejovým svazem. Klub Rytíři Kladno Jaromíra Jágra, který se na vzniku spolupráce velkou mírou podílel, poskytoval China Golden Dragon zázemí a ubytování. Za účast čínského týmu byla ČSLH proplacena protistranou blíže neurčená částka. Za tým kromě hráčů čínské národnosti nastupovalo za sezónu celkem šest českých hráčů, včetně odchovanců kladenského hokeje Michala a Jakuba Kučerových a Pavla Husarika. Hlavním trenérem byl bývalý český reprezentant Jiří Šejba, asistentem Josef Zajíc a trenérem brankářů byl Vojtěch Sklíba. Domácí zápasy odehrával klub na zimním stadionu ve Slaném s kapacitou 3 200 míst. Průměrná návštěvnost jejich domácích utkání byla 44 diváků.
Podle dohody se mohl China Golden Dragon v sezóně 2019/20 účastnit pouze základní části, kterou navíc kvůli přípravě na mistrovství světa divize II skupiny A v dubnu 2020 zakončil díky předehrávkám již 28. ledna, tedy o pět týdnů dříve než většina ostatních celků 2. ligy. První branku klubu vstřelil Michal Kučera ve třetím kole proti HC Příbram. Ve 42 odehraných ligových utkáních získal klub pouze jeden bod za prohru na samostatné nájezdy s IHC Písek a sezónu zakončil s celkovým skóre 76:406. Hráči se po sezóně vrátili do Číny a na dubnovém mistrovství světa mělo šanci hrát dle hodnocení asistenta a sportovního manažera Zajíce pouze několik hokejistů, kteří za China Golden Dragon nastupovali. Hokejové mistrovství divize II se v roce 2020 nakonec neuskutečnilo, stejně jako o rok později. Pro případné následující sezóny byla v plánu změna soutěže i mužstva – hrát měli mladší hráči ve druhé nejvyšší juniorské lize.
Na olympijskou soupisku čínské reprezentace, tvořenou většinově hráči narozenými mimo Čínu, se dostali čtyři hráči, kteří nastupovali za China Golden Dragon: brankář Chan Pcheng-fej, obránce Jen Žuej-nan a útočníci Kuo Ťia-ning a Siang Sü-tung. Siang byl ve druhé lize druhý nejproduktivnější hráč klubu. Čínská reprezentace skončila bez bodu na posledním, dvanáctém místě. Kuo Ťia-ning nenastoupil v žádném utkání, Pcheng-fej byl dvakrát náhradníkem, Siang Sü-tung strávil dvě utkání na střídačce a Jen Žuej-nan ve 4 zápasech celkem odehrál necelých 8 minut.